# Аллен, Джордж (политик)
Джордж Фе́ликс А́ллен (англ. George Felix Allen; род. 8 марта 1952 года, Уиттиер, Калифорния, США) — американский политик, член Республиканской партии, представлял штат Виргиния как в Палате представителей (1991—1993), так и в Сенате США (2001—2007), 67-й губернатор Виргинии (1994—1998).

## Биография
Джордж Аллен родился в городе Уиттиер (округ Лос-Анджелес штата Калифорния), получил звания бакалавра искусств и доктора юридических наук в Виргинском университете. На дополнительных выборах 5 ноября 1991 года он был избран в Палату представителей США на место ушедшего в отставку Френча Слотера-младшего, заседал в Конгрессе до 3 января 1993 года. 15 января 1994 года Аллен вступил в должность губернатора Виргинии, занимал её до 17 января 1998 года. В 2000 году выиграл выборы в Сенат США, заседал в нём с 3 января 2001 года по 3 января 2007 года.